# Élections aux Cortes d'Aragon de 1983
Les élections aux Cortes d'Aragon de 1983 (en espagnol : Elecciones a las Cortes de Aragón de 1983) se tiennent le dimanche 8 mai 1983, afin d'élire les 66 députés de la Ire législature des Cortes d'Aragon pour un mandat de quatre ans.

## Mode de scrutin
Les Cortes d'Aragon (Cortes de Aragón) sont une assemblée parlementaire monocamérale constituée de 66 députés (diputados) élu pour une législature de quatre ans au suffrage universel direct selon les règles du scrutin proportionnel d'Hondt par l'ensemble des personnes résidant dans la communauté autonome où résidant momentanément à l'extérieur de celle-ci, si elles en font la demande.
L'Aragon ne s'étant pas doté d'une loi électorale propre, la troisième disposition transitoire du statut d'autonomie dispose que « les normes en vigueur pour les élections législatives au Congrès des députés s'appliqueront pour tout ce qui n'est pas prévu au présent statut. »

### Nombre de députés par circonscription
Conformément aux articles 19, qui prévoit que « les Cortes seront composées par un nombre de députés compris entre 60 et 75 » et 18, alinéa 4, qui fait de la province la circonscription électorale aragonaise, la première disposition transitoire précise que « la première législature des Cortes sera composée de 18 députés de Huesca, 16 députés de Teruel et de 32 députés de Saragosse. »

### Présentation des candidatures
Peuvent présenter des candidatures
- les partis ou fédérations politiques enregistrées auprès du registre des associations politiques du ministère de l'Intérieur ;
- les coalitions électorales de ces mêmes partis ou fédérations dûment constituées et inscrites auprès de la commission électorale au plus tard 15 jours après la convocation du scrutin ;
- et les électeurs de la circonscription, en nombre d'au moins 500 et représentant au plus 0,1 % des inscrits.

### Répartition des sièges
Seules les listes ayant recueilli au moins 3 % des suffrages valides dans une circonscription peuvent participer à la répartition des sièges à pourvoir dans cette même circonscription, qui s'organise en suivant différentes étapes : 
- les listes sont classées en une colonne par ordre décroissant du nombre de suffrages obtenus ;
- les suffrages de chaque liste sont divisés par 1, 2, 3... jusqu'au nombre de députés à élire afin de former un tableau ;
- les mandats sont attribués selon l'ordre décroissant des quotients ainsi obtenus[5].

Lorsque deux listes obtiennent un même quotient, le siège est attribué à celle qui a le plus grand nombre total de voix ; lorsque deux candidatures ont exactement le même nombre total de voix, l'égalité est résolue par tirage au sort et les suivantes de manière alternative.

## Campagne

### Principales forces politiques
| Force politique | Force politique                                                     | Force politique | Chef de file                | Idéologie                                                      | Résultats en 1979         |
| --------------- | ------------------------------------------------------------------- | --------------- | --------------------------- | -------------------------------------------------------------- | ------------------------- |
|                 | Parti socialiste ouvrier espagnol Partido Socialista Obrero Español | PSOE            | Santiago Marraco            | Centre gauche Social-démocratie, progressisme, régionalisme    | 28,3 % des voix 5 députés |
|                 | Parti communiste d'Espagne Partido Comunista de España              | PCE             | Adolfo Burriel              | Gauche radicale Communisme, marxisme, républicanisme           | 12,0 % des voix 3 députés |
|                 | Parti aragonais régionaliste Partido Aragonés Regionalista          | PAR             | Hipólito Gómez de las Roces | Centre à centre droit Nationalisme aragonais, conservatisme    | 6,1 % des voix 1 député   |
|                 | Coalition AP-PDP-UL Coalición AP-PDP-UL                             | AP-PDP-UL       | Rafael Zapatero             | Centre droit Conservatisme, démocratie chrétienne, libéralisme | 5,6 % des voix 0 député   |

## Résultat

### Total régional
| Représentation en hémicycle sur un axe gauche-droite du résultat. |                                                                         |         |       |        |  |  |
| Partis                                                            | Partis                                                                  | Voix    | %     | Sièges |  |  |
|                                                                   | Parti socialiste ouvrier espagnol (PSOE)                                | 282 938 | 47,18 | 33     |  |  |
|                                                                   | Alliance populaire-Parti démocrate populaire-Union libérale (AP-PDP-UL) | 136 515 | 22,76 | 17     |  |  |
|                                                                   | Parti aragonais régionaliste (PAR)                                      | 123 494 | 20,59 | 13     |  |  |
|                                                                   | Parti communiste d'Espagne (PCE)                                        | 23 953  | 3,99  | 2      |  |  |
|                                                                   | Centre démocratique et social (CDS)                                     | 19 879  | 3,31  | 1      |  |  |
|                                                                   | Autres                                                                  | 12 933  | 2,16  | 0      |  |  |
|                                                                   |                                                                         |         |       |        |  |  |
| Votes valides                                                     | Votes valides                                                           | 599 712 | 97,98 |        |  |  |
| Votes blancs                                                      | Votes blancs                                                            | 3 827   | 0,63  |        |  |  |
| Votes nuls                                                        | Votes nuls                                                              | 8 562   | 1,35  |        |  |  |
| Total                                                             | Total                                                                   | 612 101 | 100   | 66     |  |  |
| Abstentions                                                       | Abstentions                                                             | 305 500 | 33,29 |        |  |  |
| Inscrits / Participation                                          | Inscrits / Participation                                                | 917 601 | 66,71 |        |  |  |

### Par circonscription
|             |             |         |         |        |         |         |        |         |         |        |  |  |  |  |  |  |  |
| Sièges      | Sièges      | 18      | 18      | 18     | 16      | 16      | 16     | 32      | 32      | 32     |  |  |  |  |  |  |  |
|             |             |         |         |        |         |         |        |         |         |        |  |  |  |  |  |  |  |
|             |             | Nombre  | Nombre  | %      | Nombre  | Nombre  | %      | Nombre  | Nombre  | %      |  |  |  |  |  |  |  |
| Inscrits    | Inscrits    | 169 851 | 169 851 | 100,00 | 123 131 | 123 131 | 100,00 | 624 619 | 624 619 | 100,00 |  |  |  |  |  |  |  |
| Abstentions | Abstentions | 52 337  | 52 337  | 30,81  | 41 896  | 41 896  | 34,03  | 211 267 | 211 267 | 33,82  |  |  |  |  |  |  |  |
| Votants     | Votants     | 117 514 | 117 514 | 69,19  | 81 235  | 81 235  | 65,97  | 413 352 | 413 352 | 66,18  |  |  |  |  |  |  |  |
| Nuls        | Nuls        | 2 012   | 2 012   | 1,71   | 1 226   | 1 226   | 1,51   | 5 324   | 5 324   | 1,29   |  |  |  |  |  |  |  |
| Blancs      | Blancs      | 785     | 785     | 0,67   | 653     | 653     | 0,80   | 2 389   | 2 389   | 0,58   |  |  |  |  |  |  |  |
| Exprimés    | Exprimés    | 114 717 | 114 717 | 97,62  | 79 356  | 79 356  | 97,69  | 405 639 | 405 639 | 98,13  |  |  |  |  |  |  |  |
|             |             |         |         |        |         |         |        |         |         |        |  |  |  |  |  |  |  |
| Partis      | Partis      | Voix    | %       | Sièges | Voix    | %       | Sièges | Voix    | %       | Sièges |  |  |  |  |  |  |  |
|             | PSOE        | 56 805  | 49,52   | 10     | 30 923  | 38,97   | 7      | 195 210 | 48,12   | 16     |  |  |  |  |  |  |  |
|             | AP-PDP-UL   | 31 209  | 27,21   | 5      | 24 614  | 31,02   | 5      | 80 692  | 19,89   | 7      |  |  |  |  |  |  |  |
|             | PAR         | 15 010  | 13,08   | 2      | 18 530  | 23,35   | 4      | 89 954  | 22,18   | 7      |  |  |  |  |  |  |  |
|             | PCE         | 5 238   | 4,57    | 1      | 1 410   | 1,78    | 0      | 17 305  | 4,27    | 1      |  |  |  |  |  |  |  |
|             | CDS         | 4 235   | 3,69    | 0      | 3 337   | 4,21    | 0      | 12 307  | 3,03    | 1      |  |  |  |  |  |  |  |
|             | Autres      | 2 220   | 1,93    |        | 542     | 0,68    |        | 10 171  | 2,51    |        |  |  |  |  |  |  |  |